# Estrés biótico
El estrés biótico es el estrés que se produce como resultado del daño causado a un organismo por otros organismos vivos, como bacterias, virus, hongos, parásitos, insectos beneficiosos y dañinos, malezas y plantas cultivadas o nativas. Es diferente del estrés abiótico, que es el impacto negativo de factores no vivos en los organismos como la temperatura, la luz solar, el viento, la salinidad, las inundaciones y la sequía. Los tipos de estrés biótico que se le imponen a un organismo dependen del clima en el que vive, así como de la capacidad de la especie para resistir estreses particulares. El estrés biótico sigue siendo un término ampliamente definido y quienes lo estudian se enfrentan a muchos desafíos, como la mayor dificultad para controlar el estrés biótico en un contexto experimental en comparación con el estrés abiótico.
El daño causado por estos diversos agentes vivos y no vivos puede parecer muy similar. Incluso con una estrecha observación, un diagnóstico preciso puede resultar difícil. Por ejemplo, el pardeamiento de las hojas de un roble causado por el estrés por sequía puede parecer similar al pardeamiento de las hojas causado por el marchitamiento del roble, una enfermedad vascular grave causada por un hongo, o al pardeamiento causado por la antracnosis, una enfermedad de las hojas bastante menor.

## Agricultura
Los factores estresantes bióticos son un foco importante de la investigación agrícola, debido a las grandes pérdidas económicas causadas a los cultivos comerciales. La relación entre el estrés biótico y el rendimiento de las plantas afecta las decisiones económicas y el desarrollo práctico. El impacto del daño biótico en el rendimiento de los cultivos afecta la dinámica de la población, la coevolución de los factores estresantes de las plantas y el ciclo de nutrientes del ecosistema.
El estrés biótico también afecta la salud de las plantas hortícolas y la ecología de los hábitats naturales. También tiene cambios dramáticos en el receptor anfitrión. Las plantas están expuestas a muchos factores de estrés, como sequía, alta salinidad o patógenos, que reducen el rendimiento de las plantas cultivadas o afectan la calidad de los productos cosechados. Aunque existen muchos tipos de estrés biótico, la mayoría de las enfermedades de las plantas son causadas por hongos. Arabidopsis thaliana se utiliza a menudo como planta modelo para estudiar las respuestas de las plantas a diferentes fuentes de estrés.

### En la historia
Las tensiones bióticas han tenido enormes repercusiones para la humanidad; un ejemplo de esto es el tizón de la papa, un oomiceto que provocó una hambruna generalizada en Inglaterra, Irlanda y Bélgica en la década de 1840. Otro ejemplo es la filoxera de la uva procedente de América del Norte en el siglo XIX, que dio lugar a la gran plaga del vino francés.

### En la actualidad
Las pérdidas por plagas y enfermedades en las plantas de cultivo continúan representando una amenaza importante para la agricultura y la seguridad alimentaria. Durante la segunda mitad del siglo XX, la agricultura se volvió cada vez más dependiente de los pesticidas químicos sintéticos para controlar las plagas y enfermedades, especialmente dentro de los sistemas agrícolas intensivos comunes en el mundo desarrollado. Sin embargo, en el siglo XXI, esta dependencia del control químico se está volviendo insostenible. Los plaguicidas tienden a tener una vida útil limitada debido a la aparición de resistencias en las plagas objetivo y, en muchos casos, se reconoce cada vez más que tienen impactos negativos en la biodiversidad y en la salud de los trabajadores agrícolas e incluso de los consumidores.

### En el futuro
Debido a las implicaciones del cambio climático, se sospecha que las plantas tendrán una mayor susceptibilidad a los patógenos. Además, es probable que la elevada amenaza de estrés abiótico (es decir, sequía y calor) contribuya a la susceptibilidad a los patógenos de las plantas.

## Efecto sobre el crecimiento de las plantas

### Fotosíntesis
Muchos estreses bióticos afectan la fotosíntesis, ya que los insectos masticadores reducen el área foliar y las infecciones por virus reducen la tasa de fotosíntesis por área foliar. Los hongos de marchitez vascular comprometen el transporte de agua y la fotosíntesis al inducir el cierre de los estomas.

## Respuesta al estrés
Las plantas han evolucionado conjuntamente con sus parásitos durante varios cientos de millones de años. Este proceso coevolutivo ha dado como resultado la selección de una amplia gama de defensas de las plantas contra patógenos microbianos y plagas herbívoras que actúan para minimizar la frecuencia y el impacto de los ataques. Estas defensas incluyen adaptaciones físicas y químicas, que pueden expresarse de manera constitutiva o, en muchos casos, se activan solo en respuesta a un ataque. Por ejemplo, la utilización de altas concentraciones de iones metálicos derivados del suelo permite a las plantas reducir los efectos nocivos de los factores estresantes bióticos (patógenos, herbívoros, etc.); mientras tanto, previene la imposición de toxicidad severa por metales mediante la protección de la distribución de iones metálicos en toda la planta con vías fisiológicas protectoras. Dicha resistencia inducida proporciona un mecanismo mediante el cual se evitan los costos de defensa hasta que la defensa sea beneficiosa para la planta. Al mismo tiempo, las plagas y patógenos exitosos han desarrollado mecanismos para superar la resistencia tanto constitutiva como inducida en sus especies hospedadoras particulares. Para comprender y manipular completamente la resistencia al estrés biótico de las plantas, necesitamos un conocimiento detallado de estas interacciones en una amplia gama de escalas, desde el nivel molecular hasta el comunitario.

### Respuestas de defensa inducibles a insectos herbívoros
Para que una planta se defienda del estrés biótico, debe poder diferenciar entre estrés abiótico y biótico. La respuesta de una planta a los herbívoros comienza con el reconocimiento de ciertos químicos que abundan en la saliva de los herbívoros. Estos compuestos que desencadenan una respuesta en las plantas se conocen como inductores o patrones moleculares asociados a herbívoros (HAMP).  Estos HAMP desencadenan vías de señalización en toda la planta, iniciando su mecanismo de defensa y permitiendo que la planta minimice el daño a otras regiones. Estos HAMP desencadenan vías de señalización en toda la planta, iniciando su mecanismo de defensa y permitiendo que la planta minimice el daño a otras regiones. Los que se alimentan de floema, como los pulgones, no causan mucho daño mecánico a las plantas, pero aún se consideran plagas y pueden dañar seriamente el rendimiento de los cultivos. Las plantas han desarrollado un mecanismo de defensa mediante la vía del ácido salicílico, que también se utiliza en el estrés infeccioso, cuando se defiende de los que se alimentan del floema. Las plantas realizan un ataque más directo sobre el sistema digestivo de los insectos. Las plantas hacen esto usando inhibidores de proteinasas. Estos inhibidores de proteinasas previenen la digestión de proteínas y, una vez en el sistema digestivo de un insecto, se unen estrecha y específicamente al sitio activo de enzimas hidrolizantes de proteínas como la tripsina y la quimotripsina. Es más probable que este mecanismo haya evolucionado en las plantas cuando se enfrentan al ataque de insectos.
Las plantas detectan inductores en la saliva de los insectos. Una vez detectada, se activa una red de transducción de señales. La presencia de un inductor provoca la liberación de iones Ca2+ en el citosol. Este aumento de la concentración citosólica activa las proteínas diana como la Calmodulina y otras proteínas de unión. Los objetivos posteriores, como la fosforilación y la activación transcripcional de respuestas específicas de estímulo, son activados por las proteínas quinasas dependientes de Ca2+. En la arabidopsis, la sobreexpresión del regulador transcripcional de unión a calmodulina IQD1 conduce a un inhibidor de la actividad herbívora. Por tanto, el papel de los iones de calcio en esta red de transducción de señales es importante.
Los iones de calcio también juegan un papel importante en la activación de la respuesta defensiva de las plantas. Cuando las amidas de ácidos grasos están presentes en la saliva de los insectos, se activan las proteína quinasas activadas por mitógenos (MAPK). Estos genes, cuando se activan, juegan un papel en la vía del ácido jasmónico. La vía del ácido jasmónico también se conoce como vía Octadecanoide. Esta vía es vital para la activación de genes de defensa en plantas. La producción de ácido jasmónico, una fitohormona, es el resultado de la vía. En un experimento en el que se usó el silenciamiento génico inducido por virus de dos proteína quinasas dependientes del calcio (CDPK) en un tabaco silvestre (Nicotiana attenuata), se descubrió que cuanto más tiempo continuaba la herbivoría, mayor era la acumulación de ácido jasmónico en plantas de tipo silvestre y en plantas silenciadas, se observó la producción de más metabolitos de defensa, así como la disminución en la tasa de crecimiento del herbívoro utilizado, el gusano cuerno del tabaco (Manduca sexta). Este ejemplo demuestra la importancia de las MAP quinasas en la regulación de las defensas de las plantas.

### Respuestas de defensa inducibles a patógenos
Las plantas son capaces de detectar invasores mediante el reconocimiento de señales no propias a pesar de la falta de un sistema circulatorio o inmunológico como los que se encuentran en los animales. A menudo, la primera línea de defensa de una planta contra los microbios se produce en la superficie de la célula vegetal e implica la detección de patrones moleculares asociados a microorganismos (MAMP). Los MAMP incluyen ácidos nucleicos comunes a los virus y endotoxinas en las membranas de las células bacterianas que pueden detectarse mediante receptores especializados de reconocimiento de patrones. Otro método de detección implica el uso de receptores inmunes vegetales para detectar moléculas efectoras liberadas en las células vegetales por patógenos. La detección de estas señales en las células infectadas conduce a una activación de la inmunidad activada por efectores (ETI), un tipo de respuesta inmune innata.
Tanto la inmunidad por reconocimiento de patrones (PTI) como la inmunidad activada por efectores (ETI) son el resultado de la regulación positiva de múltiples mecanismos de defensa, incluidos los compuestos de señalización química defensiva. Se ha demostrado que una infección patógena induce un aumento en la producción de ácido salicílico (SA). El aumento de SA da como resultado la producción de genes relacionados con la patogénesis (PR) que, en última instancia, aumentan la resistencia de la planta a patógenos biotróficos y hemibiotróficos. También se han descrito aumentos en la síntesis de ácido jasmónico (JA) cerca de los sitios de infección por patógenos. Esta respuesta fisiológica para aumentar la producción de JA se ha implicado en la ubiquitinación de las proteínas de dominios ZIM de jasmonato (JAZ), que inhiben la señalización de JA, lo que lleva a su degradación y a un aumento posterior de los genes de defensa activados por JA. 
Los estudios sobre la regulación al alza de sustancias químicas defensivas han confirmado el papel de SA y JA en la defensa de patógenos. En estudios que utilizaron mutantes de Arabidopsis con el gen bacteriano NahG, que inhibe la producción y acumulación de SA, se demostró que son más susceptibles a los patógenos que las plantas de tipo salvaje. Se pensó que esto era el resultado de la incapacidad de producir mecanismos defensivos críticos, incluido el aumento de la expresión del gen PR. Otros estudios realizados mediante la inyección de plantas de tabaco y Arabidopsis con ácido salicílico dieron como resultado una mayor resistencia a la infección por los virus del mosaico de la alfalfa y el tabaco, lo que indica un papel de la biosíntesis de SA en la reducción de la replicación viral. Además, los estudios realizados utilizando Arabidopsis con rutas de biosíntesis de ácido jasmónico mutado han demostrado que los mutantes de JA tienen un mayor riesgo de infección por patógenos del suelo. 
Junto con SA y JA, se han implicado otras sustancias químicas defensivas en las defensas de los patógenos virales de las plantas, como el ácido abscísico (ABA), el  ácido giberélico (GA), la auxina y las hormonas peptídicas. El uso de hormonas y la inmunidad innata presenta paralelismos entre las defensas de los animales y las de las plantas, aunque se cree que la inmunidad activada por patrones ha surgido de forma independiente en cada una.

### Tolerancia cruzada con estrés abiótico
- La evidencia muestra que una planta que sufre múltiples estreses, tanto abióticos como bióticos (generalmente ataque de patógenos o herbívoros), puede producir un efecto positivo en el rendimiento de la planta, al reducir su susceptibilidad al estrés biótico en comparación con la forma en que responden al estrés individual. La interacción conduce a una diafonía entre sus respectivas vías de señalización hormonal que inducirán o antagonizarán otra maquinaria de genes de reestructuración para aumentar la tolerancia de las reacciones de defensa.[19]
- Las especies reactivas de oxígeno (ROS) son moléculas de señalización clave producidas en respuesta a la tolerancia cruzada de estrés biótico y abiótico. Las ROS se producen en respuesta a tensiones bióticas durante el estallido oxidativo.[20]
- El estrés dual impuesto por el ozono (O3) y el patógeno afecta la tolerancia del cultivo y conduce a una interacción alterada del patógeno del huésped. La alteración del potencial patogénico de la plaga debido a la exposición al O3 es de importancia ecológica y económica.[21]
- Se ha logrado tolerancia tanto al estrés biótico como al abiótico. En el maíz, los programas de mejoramiento han dado lugar a plantas que son tolerantes a la sequía y tienen una resistencia adicional a la maleza parásita Striga hermonthica.[22][23]

## Sensores remotos
El Servicio de Investigación Agrícola (ARS) y varias agencias gubernamentales e instituciones privadas han proporcionado una gran cantidad de información fundamental que relaciona la reflectancia espectral y las propiedades de emisión térmica de suelos y cultivos con sus características agronómicas y biofísicas. Este conocimiento ha facilitado el desarrollo y uso de varios métodos de teledetección para el monitoreo no destructivo del crecimiento y desarrollo de las plantas y para la detección de muchas tensiones ambientales que limitan la productividad de las plantas. Junto con los rápidos avances en computación y tecnologías de localización de posición, la teledetección desde plataformas terrestres, aéreas y espaciales ahora es capaz de proporcionar información espacial y temporal detallada sobre la respuesta de la planta a su entorno local que se necesita  enfoques para la gestión agrícola específica del sitio. Esto es muy importante en la sociedad actual porque con la creciente presión sobre la productividad alimentaria mundial debido al aumento de la población, resulta en una demanda de variedades de cultivos tolerantes al estrés que nunca ha sido mayor.